# (17) Thétis
Pour les articles homonymes, voir Thétis (homonymie).
(17) Thétis est un gros astéroïde de la ceinture principale d'astéroïdes qui a été découvert par Robert Luther à l'observatoire de Düsseldorf-Bilk le 17 avril 1852. Ce fut sa première découverte d'astéroïdes. Le nom vient de Thétis, mère d'Achille dans la mythologie grecque. Son symbole était .
Une occultation stellaire par Thétis a été observée à partir de l'Oregon en 1999. Cependant, l'événement ne fit pas l'objet d'enregistrements.
Le spectre de cet objet indique qu'il est un astéroïde de type S contenant à sa surface du pyroxène des deux formes, c'est-à-dire faible et élevée en calcium, ainsi qu'au moins 20 % d'olivine. Le pyroxène riche en calcium forme 40 % ou plus du total du pyroxène présent, ce qui indique l'existence historique de dépôts de roches magmatiques (roches ignées). Ceci suggère que l'astéroïde a subi une différenciation planétaire par fusion, et la création d'une surface de roches basaltiques.

## Masse
La masse de Thétis a été calculée à partir de perturbations de (4) Vesta et de (11) Parthénope. En 2007, Baer et Chesley ont calculé que Thétis avait une masse de 1,2 × 1018 kg avec une densité de 3,21 g/cm3.

## Compléments